# 趙汝愚
趙 汝愚（ちょう じょぐ、紹興10年（1140年）- 慶元2年1月20日（1196年2月20日））は、南宋前期の宗室。字は子直（しちょく）。

## 生涯
太宗の長男で真宗の同母兄であった趙元佐の末裔である。智勇兼備の名士で、内政でも軍事でも多くの手柄を立てて、孝宗から厚い信任を受けた。
しかし紹熙5年（1194年）に孝宗が崩御すると、後継者の光宗と対立し、これを太皇太后呉氏（高宗の皇后）と共謀して廃した。その後、寧宗の時代になると、慶元元年（1195年）に右丞相に任命された。しかし、韓侂冑と対立し、その讒言を信じた寧宗によって、同年のうちに官位剥奪の上、福州に流され失脚した。その後も韓侂冑による圧迫で永州への流罪となるが、その途上の古酃で病死した。韓侂冑との対立は、朱熹を嫌いその宋明理学を偽学として弾圧する韓侂冑に対し、趙汝愚が手厚く庇護したことによるためといわれる。
その死から11年を経て、開禧3年（1207年）に韓侂冑が殺害されると、趙汝愚に対して太師・周王などが追贈され、名誉は回復された。